# 2014 FIFAワールドカップ・アジア1次予選
- 2014 FIFAワールドカップ > 2014 FIFAワールドカップ・予選 > 2014 FIFAワールドカップ・アジア予選 > 2014 FIFAワールドカップ・アジア1次予選

このページは、2014 FIFAワールドカップ・アジア予選の1次予選の結果をまとめたものである。

## 方式
シード順が28位から43位のチーム（16チーム）を2チームずつ8組に分け、ホーム・アンド・アウェー方式で対戦を行う。各勝者が2次予選に進出する。

## シード順
組み合わせ抽選会は、2011年3月30日にマレーシア・クアラルンプールのAFC本部で行われた。
12チームを2つのポットに分け、ポット1にはランキング28位から35位のチームを、ポット2にはランキング36位から43位のチームに振り分けた。シード順は、前回大会（2010 FIFAワールドカップおよびそのアジア予選）の成績によって決められた。
| ポット1                                                                                                 | ポット2                                                                                     |
| --- | ------------------------------------------------------------------------------------------- |
| マレーシア · アフガニスタン · カンボジア · ネパール · バングラデシュ · スリランカ · ベトナム · モンゴル | パキスタン パレスチナ 東ティモール マカオ チャイニーズタイペイ ミャンマー フィリピン ラオス |

## 試合結果
| チーム #1      | 合計     | チーム #2            | 第1戦 | 第2戦       |
| -------------- | -------- | -------------------- | ----- | ----------- |
| マレーシア     | 4 - 4(a) | チャイニーズタイペイ | 2 - 1 | 3 - 2       |
| バングラデシュ | 3 - 0    | パキスタン           | 3 - 0 | 0 - 0       |
| カンボジア     | 6 - 8    | ラオス               | 4 - 2 | 2 - 6(延長) |
| スリランカ     | 1 - 5    | フィリピン           | 1 - 1 | 0 - 4       |
| アフガニスタン | 1 - 3    | パレスチナ           | 0 - 2 | 1 - 1       |
| ベトナム       | 13 - 1   | マカオ               | 6 - 0 | 7 - 1       |
| ネパール       | 7 - 1    | 東ティモール         | 2 - 1 | 5 - 0       |
| モンゴル       | 1 - 2    | ミャンマー           | 1 - 0 | 0 - 2       |

注釈
| 2011年6月29日 20:45 (UTC+8) |

| マレーシア                                | 2 - 1    | チャイニーズタイペイ |
| サフィク 28分 · アイディル・ザフアン 55分 | レポート | 陳柏良 77分          |

| ブキット・ジャリル国立競技場（ブキット・ジャリル） 観客数: 45,000人 主審: チャイヤ・マハパブ |

| 2011年7月3日 19:00 (UTC+8) |

| チャイニーズタイペイ                                | 3 - 2    | マレーシア                               |
| 張涵 31分 · 陳柏良 44分 (pen.) · 陳昌源 75分 (pen.) | レポート | アイディル・ザフアン 8分 · サフィク 40分 |

| 台北陸上競技場（台北） 観客数: 16,768人 主審: ヴォ・ミン・トリ |

合計得点4-4、アウェーゴール数2-1でマレーシアが勝利
| 2011年6月29日 18:00 (UTC+6) |

| バングラデシュ                             | 3 - 0    | パキスタン |
| アメリ 1分 · ホサイン 22分 · ラザウル 56分 | レポート |            |

| バンガバンドゥ・ナショナル・スタジアム（ダッカ） 観客数: 5,326人 主審: モハメド・アブ・ロウム |

| 2011年7月3日 20:30 (UTC+6) |

| パキスタン | 0 - 0    | バングラデシュ |
|            | レポート |                |

| パンジャーブ・スタジアム（ラホール） 観客数: 3,500人 主審: アリ・アブドゥルナビ |

合計得点3-0でバングラデシュが勝利
| 2011年6月29日 15:00 (UTC+7) |

| カンボジア                                              | 4 - 2    | ラオス                   |
| ラボラヴィー 51分 · ナサ 57分, 88分 · ソクンピアク 67分 | レポート | ポンソーヴァン 9分, 59分 |

| プノンペン・オリンピックスタジアム（プノンペン） 観客数: 24,800人 主審: ヤドラ・ジャハンバジ |

| 2011年7月3日 18:00 (UTC+7) |

| ラオス                                                                                            | 6 - 2 (延長) | カンボジア                              |
| シント 19分, 55分 · サヤヴティ 31分 · スパサイ 47分 · パプーヴァニン 94分 · カンラヤ 112分 (pen.) | レポート     | チン・チョウン 45分 · ソクンピアク 75分 |

| ニュー・ラオス・ナショナルスタジアム（ヴィエンチャン） 観客数: 9,000人 主審: 佐藤隆治 |

合計得点6-6（延長2-0）でラオスが勝利
| 2011年6月29日 16:00 (UTC+5:30) |

| スリランカ        | 1 - 1    | フィリピン    |
| グナラテゥナ 43分 | レポート | バーキー 50分 |

| スガサダシュ・スタジアム（コロンボ） 観客数: 4,000人 主審: タイェブ・シャムスザマン |

| 2011年7月3日 15:30 (UTC+8) |

| フィリピン                                                             | 4 - 0    | スリランカ |
| カリグドン 19分 · P.ヤングハズバンド 43分, 57分 (pen.) · ギラード 50分 | レポート |            |

| リサール・メモリアル・スタジアム（マニラ） 観客数: 12,500人 主審: キム・サンウ |

合計得点5-1でフィリピンが勝利
| 2011年6月29日 16:00 (UTC+5) |

| アフガニスタン | 0 - 2    | パレスチナ                        |
|                | レポート | アリアン 22分 · アル＝アムル 88分 |

| メタルルグ・スタジアム（タジキスタン・トゥルスンゾダ） 観客数: 5,000人 主審: ナセル・アル=ガファリ |

| 2011年7月3日 17:00 (UTC+3) |

| パレスチナ  | 1 - 1    | アフガニスタン |
| ワディ 12分 | レポート | アレゾー 63分  |

| ファイサル・フサイニー国際スタジアム（アル・ラム） 観客数: 9,000人 主審: バンジャル・アッ＝ドーサリー |

合計得点3-1でパレスチナが勝利
| 2011年6月29日 19:15 (UTC+7) |

| ベトナム | 6 - 0    | マカオ |
| レ・コン・ビン 20分, 36分, 42分 (pen.) · ファム・タイン・ルオン 62分 · グエン・ニョク・タン 67分 · グエン・バン・クエット 89分 | レポート |        |

| トンニャット・スタジアム（ホーチミン） 観客数: 20,000人 主審: ドミトリー・マンシェンツェフ |

| 2011年7月3日 19:00 (UTC+8) |

| マカオ      | 1 - 7    | ベトナム                                                                                           |
| 梁嘉恒 60分 | レポート | フイン・クアン・タン 2分, 86分 · グエン・クアン・ハイ 23分 · レ・コン・ビン 29分, 42分, 74分, 82分 |

| 澳門運動場（マカオ） 観客数: 500人 主審: カドゥム・アウダ |

合計得点13-1でベトナムが勝利
| 2011年6月29日 15:30 (UTC+5:45) |

| ネパール                             | 2 - 1    | 東ティモール           |
| A.グルン 14分 (pen.) · J.M.ライ 71分 | レポート | ジュブトゥ 47分 (pen.) |

| ダサラス・ランガシャラ・スタジアム（カトマンズ） 観客数: 9,000 主審: アリ・サバグ |

| 2011年7月2日 15:30 (UTC+5:45) |

| 東ティモール | 0 - 5    | ネパール                                                                                       |
|              | レポート | A. グルン 3分 (pen.) · シルワル 56分 · J.M.ライ 60分 · J. シュレスタ 89分 · S. シュレスタ 90分 |

| ダサラス・ランガシャラ・スタジアム（ネパール・カトマンズ） 観客数: 15,000人 主審: イ・ミンフ |

合計得点7-1でネパールが勝利
| 2011年6月29日 18:30 (UTC+8) |

| モンゴル            | 1 - 0    | ミャンマー |
| クレルバータル 47分 | レポート |            |

| MFFフットボールセンター（ウランバートル） 観客数: 3,500人 主審: キム・ジョンヒョク |

| 2011年7月3日 15:30 (UTC+6:30) |

| ミャンマー                    | 2 - 0    | モンゴル |
| パイ 61分 · アイ・ナイン 85分 | レポート |          |

| トゥウンナ・スタジアム（ヤンゴン） 観客数: 18,000人 主審: 廖國文 |

合計得点2-1でミャンマーが勝利